# Wallservitut
Die Wallservitut (zur Wortbedeutung siehe Servitut) ist eine 1827 von der Stadt Frankfurt am Main erlassene und seitdem mehrfach bestätigte Regelung zum Schutz der öffentlichen Grünanlagen, die nach 1806 anstelle der vormaligen Frankfurter Stadtbefestigung angelegt wurden. Die ersten Schutzbestimmungen wurden schon bald danach durch den damaligen Großherzog Carl Theodor von Dalberg erlassen. Das Gelände entlang der ehemaligen Stadtmauer wurde parzelliert und bebaut. Heute verlaufen hier die Straßen des inneren Anlagenrings, die Neue Mainzer-, Hoch-, Bleich-, Seiler- und Lange Straße. Die dahinterliegende Fläche der Festungswälle wurde in Gartenland umgewandelt, das nicht bebaut werden durfte und öffentlich zugänglich war.
Nach der Verabschiedung der Wallservitut blieben die Grünflächen nachhaltig vor Bebauung geschützt. Lediglich die Außenseite der Straßen, die den heutigen Anlagenring bilden, durfte bebaut werden. Auf diese Weise entstand eine bis heute sichtbare Trennung der Innenstadt von den umliegenden Stadtvierteln Bahnhofsviertel, Westend, Nordend und Ostend.
Die Wallservitut gilt bis heute. Ihre gültige Fassung wurde am 4. Juni 1903 vom preußischen Landtag beschlossen: „Das Gesetz, betreffend Bebauung und Benutzung ehemaliger Wallgrundstücke in Frankfurt am Main“. Die am Rande der Grünanlagen liegenden Grundstücke dürfen höchstens 15 m tief bebaut werden. Allerdings hat es immer wieder Ausnahmeregelungen gegeben, z. B. für den Bau der Alten Oper. Auch wird die U-Bahn der Linie U5 über eine innerhalb des Anlagenrings gelegene Rampe ans Tageslicht geführt.